# Grauelsbaum

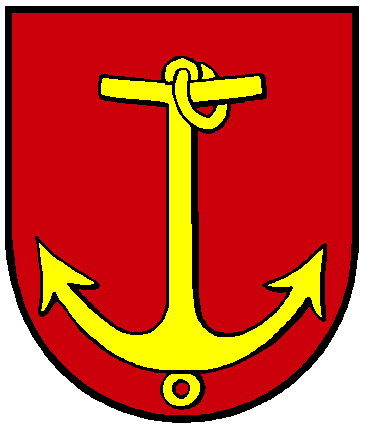
Wappen von Grauelsbaum

Grauelsbaum ist ein Ortsteil der Stadt Lichtenau in Baden-Württemberg.

## Geschichte

### Mittelalter
Das Dorf Grauelsbaum lag im Amt Lichtenau der Herrschaft Lichtenberg und wurde als Teil der Stadt Lichtenau verwaltet, die Ende des 13. Jahrhunderts gegründet worden war. Hier besaß die Herrschaft eine Fähre und das Zollrecht für den Verkehr über den Rhein. 1335 nahmen die mittlere und die jüngere Linie des Hauses Lichtenberg eine Landesteilung vor. Dabei fiel das Amt Lichtenau – und damit Grauelsbaum – an Ludwig III. von Lichtenberg, der die jüngere Linie des Hauses begründete.
Anna von Lichtenberg (* 1442; † 1474) war als Tochter Ludwigs V. von Lichtenberg (* 1417; † 1474) eine von zwei Erbtöchtern mit Ansprüchen auf die Herrschaft Lichtenberg. Sie heiratete 1458 den Grafen Philipp I. den Älteren von Hanau-Babenhausen (* 1417; † 1480), der eine kleine Sekundogenitur aus dem Bestand der Grafschaft Hanau erhalten hatte, um sie heiraten zu können. Durch die Heirat entstand die Grafschaft Hanau-Lichtenberg. Nach dem Tod des letzten Lichtenbergers, Jakob von Lichtenberg, eines Onkels von Anna, erhielt Philipp I. d. Ä. 1480 die Hälfte der Herrschaft Lichtenberg. Die andere Hälfte gelangte an seinen Schwager, Simon IV. Wecker von Zweibrücken-Bitsch. Das Amt Lichtenau gehörte zu dem Teil von Hanau-Lichtenberg, den die Nachkommen von Philipp und Anna erbten.

### Frühe Neuzeit
Graf Philipp IV. von Hanau-Lichtenberg (1514–1590) führte nach seinem Regierungsantritt 1538 die Reformation in seiner Grafschaft konsequent durch, die nun lutherisch wurde.
Graf Johann Reinhard II. von Hanau-Lichtenberg (1628–1666) wurde durch väterliches Testament das Amt Lichtenau zum Unterhalt und Wohnsitz zugewiesen. Hier lebte er ab etwa 1650 im Schloss in Bischofsheim am hohen Steg, kümmerte sich um den Wiederaufbau nach den Zerstörungen des Dreißigjährigen Krieges, förderte die Einwanderung von Schweizern und begann mit dem Aufbau der zerstörten Infrastruktur, etwa der Schulen.
Nach dem Tod des letzten Hanauer Grafen, Johann Reinhard III. 1736, fiel das Erbe – und damit auch das Amt Lichtenau und das Dorf Grauelsbaum – an den Sohn seiner einzigen Tochter, Charlotte von Hanau-Lichtenberg, Landgraf Ludwig (IX.) von Hessen-Darmstadt.

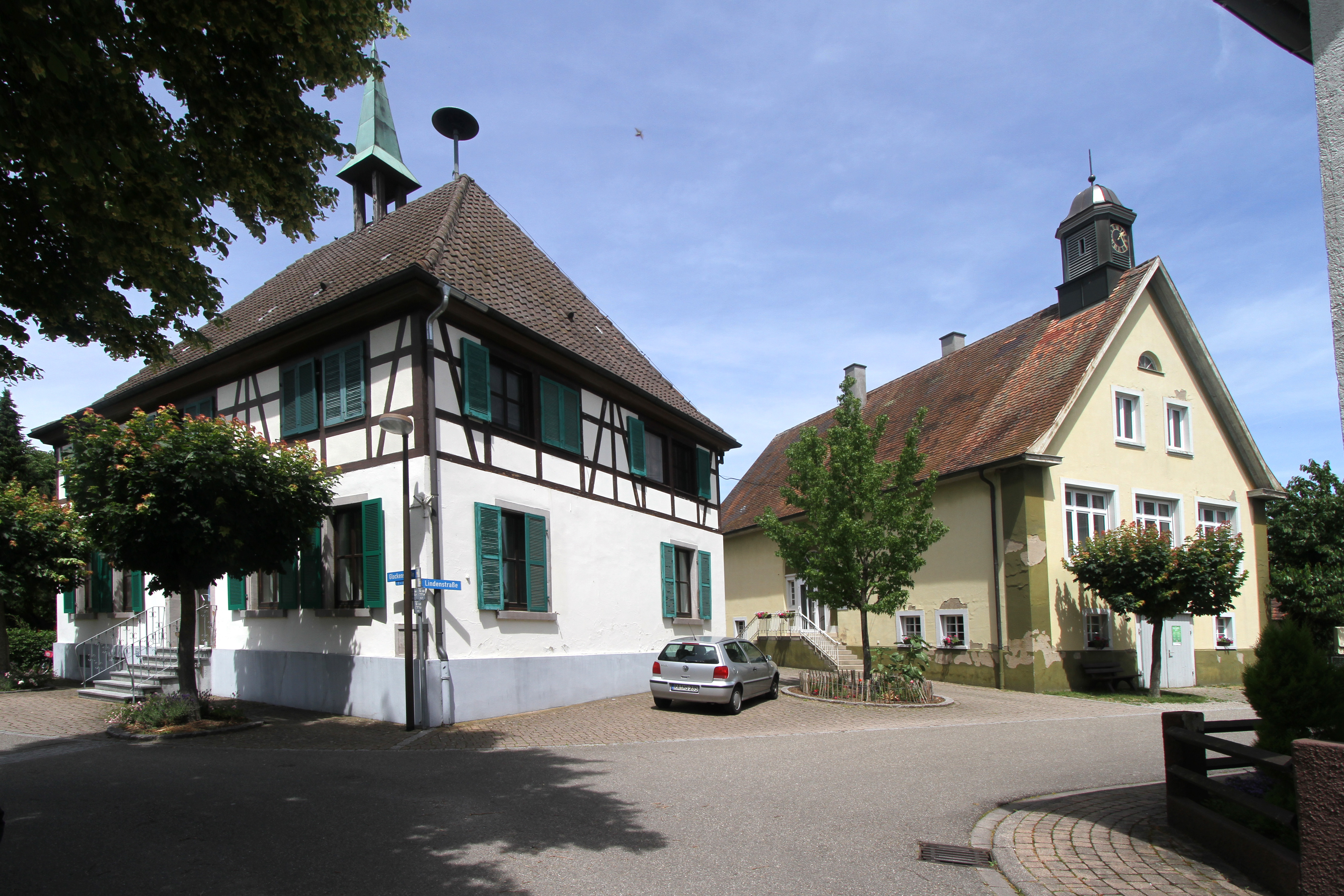
Rathaus und Alte Schule

### Neuzeit
Mit dem Reichsdeputationshauptschluss wurde das Amt und das Dorf 1803 dem neu gebildeten Kurfürstentum Baden zugeordnet.
Bis zum 31. Dezember 1972 gehörte Grauelsbaum dem Landkreis Kehl an und wurde infolge der Kreisreform dem Landkreis Rastatt zugeschlagen. Am 1. Januar 1975 wurde Grauelsbaum nach Lichtenau eingemeindet.